# Paul Chemla
Pour les articles homonymes, voir Chemla.
Paul Chemla (né en 1944 à Tunis) est un bridgeur franco-tunisien, plusieurs fois champion de France, d'Europe et du monde.

## Biographie
Né à Tunis le 2 janvier 1944 dans une famille juive dont sa mère s'intéressait déjà à cette discipline, Paul Chemla entre à l'École normale supérieure de la rue d'Ulm à Paris, section lettres, et obtient l'agrégation de lettres.
Il n'a jamais enseigné, ayant refusé une nomination initiale à Amiens, en 1968. 
La passion qui remplit dès lors sa vie est le bridge, son premier tournoi international datant de 1972 (aux championnats d'Europe d'Athènes).
Il a été trois fois champion d'Europe par paires, en 1976 avec Michel Lebel (Cannes), 1985 avec Michel Perron (Monte-Carlo), et 1999 avec Alain Lévy (Varsovie); il a aussi été champion d'Europe mixte en 1990, 1996 , et en 1998 (Aix-la-Chapelle) dans l'équipe de Michel Bessis avec Véronique Bessis et Catherine d'Ovidio. Il termina encore vice-champion d'Europe à quatre autres reprises: par équipes (open) en 1995 et 2003, par paires mixtes en 1998, et par équipes seniors en 1999 (à Malte, avec Omar Sharif incorporé alors à l'équipe de France). Il faut également citer ses 3e places européennes par équipes en 1979 (Lausanne) et 1985 (Salsomaggiore).
Il a remporté deux Olympiades mondiales de bridge, en 1980 (Fauquemont) et 1992 (Salsomaggiore) (2e en 1984 à Seattle), un championnat du monde de bridge, le Bermuda Bowl (ou Coupe des Bermudes) de 1997 (Hammamet) (3e en 1995 à Pékin), ainsi qu'un championnat du monde par équipes mixtes en 2004, le Transnational (Istanbul) associée à Catherine d'Ovidio (il en fut second en 2000). En 1998, il remporte le Master's international (épreuve biennale) et la Coupe des Nations (Forbo-Krommenie). À noter une 3e place par équipes au Championnat mondial Rosenblum en 1978 (La Nouvelle-Orléans). 
Quelques tournois moindres sont aussi à citer : le Championnat par équipes de la CEE à La Haye en 1973, le Tournoi international de Biarritz en 1986, la Coupe Yeh Bros par équipes (open) en 2006, et le Tournoi du Sunday Times par paires en 1991 (sur invitations) (2e en 1982); enfin une seconde place au Tournoi mondial de la  Banque Fédérale par paires (sur invitations) en 1988, et une demi-finale internationale à Miami dans les années 1970.
Il est par ailleurs, également, joueur professionnel de rami.

## Palmarès
Il a été n°1 au classement de la Fédération française de bridge pendant plus de 30 ans consécutifs, et figura encore longtemps par la suite dans le top ten national. 
Quatre championnats mondiaux sont à mettre à son actif.

## Sources
- Revue Le Bridgeur